# 石女
石女，也称为石芯子，民间一般用这个名詞来称呼先天无法进行性行為的女性。通常指身体结构无法与男性性交。
石女通常分為两种，即所谓的“真石（内石）”和“假石（外石）”。真石女属于先天性的阴道缺失或者阴道闭锁，指生殖器官中阴道或者是阴道和子宫的发育不良或缺失；假石女则属于陰道冠（處女膜）闭锁（或肥大）或者阴道横膈，指阴道及其他生殖器官发育良好，仅因为阴道或處女膜的异常情况而造成阴茎无法进入。

## 病理学与治疗
陰道冠闭锁或肥大，通常藉由陰道冠切開術等整形措施來進行矯正。 
阴道横膈也可由切除术处理。
阴道缺失被认为与人体在胚胎时期负责形成阴道和子宫的苗勒氏管未腔化有关，現代可实施阴道的人工再造，通常是截取肠道来代替或者仅获取其粘膜组织，这样如果没有子宫等其他生殖器官的问题，石女甚至可以正常生育。